# Tristan Rain
Pour les articles homonymes, voir Rain.
 (décembre 2008).
Si vous disposez d'ouvrages ou d'articles de référence ou si vous connaissez des sites web de qualité traitant du thème abordé ici, merci de compléter l'article en donnant les références utiles à sa vérifiabilité et en les liant à la section « Notes et références ».
Tristan Rain (17 mai 1972 à Liestal en Suisse - ) est un peintre et photographe suisse qui vit et travaille à Paris, à Berlin et à Bâle.

## Biographie
Tristan Rain est né à Liestal et a grandi à Münchenstein (Canton de Bâle-Campagne). Après une formation en architecture (1989-1993) et à la Kunstgewerbeschule Basel/Schule für Gestaltung Basel (1990-1993) il a travaillé avec des architectes et des architectes d'intérieur à Münchenstein et à Bâle. En 1995 il s'est installé à Paris et séjourne depuis 2000 régulièrement à Berlin. Il réalise ses œuvres entre ces deux villes.

## Description de son travail
Il travaille sur des questions de la matière, de superpositions, de réflexions, d'accumulations, d'amoncèlement, la confrontation, la fragmentation, d'interstices, de partis non visibles ou absents, la perception incomplète de l'homme[réf. nécessaire]. Il s'agit d'une sorte d'expressionnisme stérilisé à la limite entre figuration et abstraction[réf. nécessaire]. C'est un travail sur l'opposition entre la figure humaine et la matière picturale abstraite et autonome, sur l'espace et la planéité, sur le mat et le brillant, le visible et le non-visible.[réf. nécessaire]
Ses œuvres sont dominés par une palette réduite où domine le bleu[réf. nécessaire]. Les peintures ont une surface peinte fortement structurée (noir épais mat crènelé ; noir luisant à micro-sillons ; bleu lisse à fines rayures foncées). 
Le principe de l'incomplet ne se retrouve pas uniquement à l'intérieur de la toile ou la photographie, dans sa composition, mais également dans sa déclinaison en polyptyques de panneaux hauts et très étroits (diptyque, triptyque, composition en quatre ou sept éléments)[réf. nécessaire].
Les peintures et œuvres photographiques de Tristan Rain se veulent contraire au spectaculaire et superficiel, à un art qui vise une consommation rapide[réf. nécessaire]. Il s'efforce alors de développer une image contemporaine ralentie, c'est-à-dire une œuvre qui ne cherche pas à happer le regard du passant et dont les multiples aspects ne peuvent pas être perçus par quelques regards hâtifs[réf. nécessaire]. Pour accéder à cette peinture et art photographique, l'œil du spectateur a besoin de temps. On doit se confronter longuement avec ces images pour avoir accès à toutes leurs richesses. C'est une peinture d'une grande présence qui se transforme en permanence et vit des nuances de l’ombre et de la lumière aux différentes heures de la journée[réf. nécessaire].
L'artiste expose depuis 1995 régulièrement dans des galeries, salons et espaces d'art en Europe, en Amérique du Nord et du Sud, en Russie, Israël, Chine. En France il a récemment exposé à Réalités nouvelles (2012), au Novembre à Vitry (2012) et au Parcours d'Artistes de Pontault-Combault (2007).